# Presos políticos de Venezuela

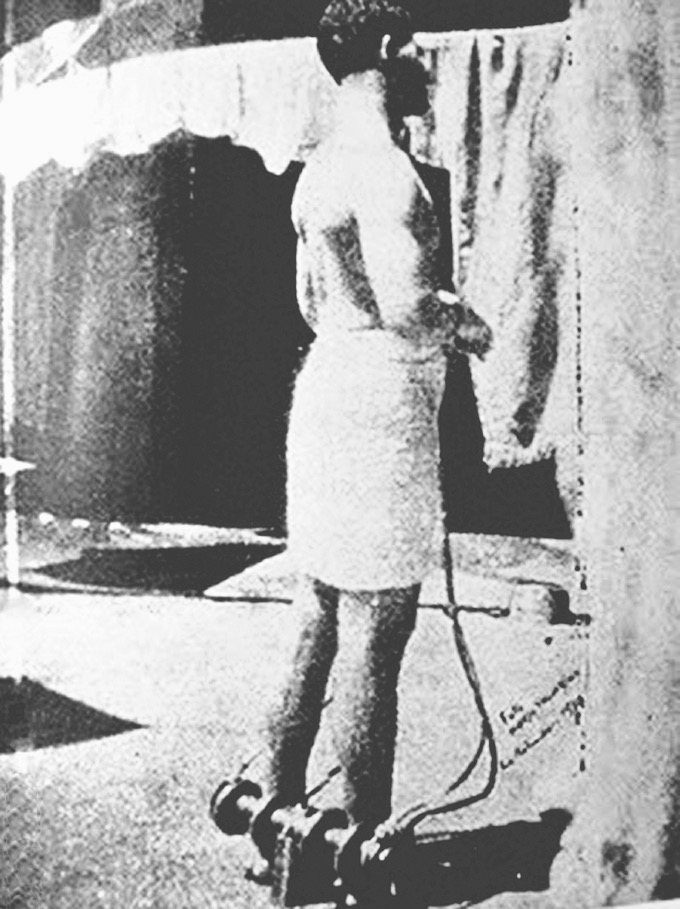
Preso político de la Rotunda portando perno y grillete en los tobillos para impedir su movilidad

Los presos políticos de Venezuela son aquellas personas arrestadas y encarceladas en el país de manera arbitraria y con motivos políticos. La mayoría de los presos políticos en el país no han sido políticos de profesión o militantes de partidos, pero personas de varias profesiones, incluyendo pero no limitado a estudiantes, periodistas, activistas, abogados, militares, entre otros.

## Antecedentes

### Época colonial
Desde la época de la colonia existieron personas que fueron detenidas por motivaciones políticas y los encarcelados podrían estar sometidos a malos tratos y torturas.A pesar de esto no existía un sistema penitenciario desarrollado y las cárceles estaban construidas en edificaciones frágiles no aptas lo que favorecía la aplicación de la pena de muerte.Legalmente los esclavos que se rebelaban no eran encarcelados, salvo en algunos casos, sino devueltos a sus propietarios que aplicaban el castigo y luego los devolvían al trabajo forzado.
La inquisición no solo se encargó de perseguir por motivaciones religiosas, sino también por razones políticas. Desde mediados del siglo XVII existió la censura y persecución en contra de aquellos que difundían conocimientos científicos y en el XVIII las ideas de la ilustración.En 1783 el Tribunal de la Inquisición de Cartagena ordenó el arresto del médico canario Juan Perdomo el cual ocupaba el cargo de Teniente de Justicia Mayor en La Victoria. Perdomo fue detenido por la posesión de libros de Voltaire y Rousseau, y por sus críticas en contra de las autoridades. Luego de su detención, el médico logró fugarse a las islas Canarias, aunque fue arrestado nuevamente y sometido a juicio en Sevilla, donde fue absuelto.
Desde el siglo XVIII las bóvedas del Castillo San Felipe de Puerto Cabello fueron usadas como cárceles. El castillo fue una de las principales fortificaciones construidas para la defensa de la ciudad y con el paso de los años también fue usada para encarcelar a los detenidos involucrados en intentos independentistas.
En 1796 ocurrió el caso de tres españoles detenidos por conspirar contra el Rey. Los detenidos Juan Bautista Picornell, Sebastián Andrés y Manuel Cortés Campomanes fueron desterrados de España a cumplir su prisión en Venezuela, aunque lograrían escapar y tendrían participación en la conspiración de Gual y España.Esta conspiración fue descubierta provocando la detención de 33 personas, seis de las cuales fueron condenadas a muerte. Mientras que los restantes sufrieron desde el destierro, multas, detenciones y trabajos forzados con grilletes en fortalezas de Cuba y La Florida por hasta 8 años.

### SigloXIX

#### Guerra de independencia
Durante la guerra de independencia fueron detenidos por motivaciones políticas algunos de los principales promotores intelectuales de la independencia sumado a los prisioneros de guerra producto del conflicto.En 1808, 45 mantuanos que habían apoyado la autonomía del territorio fueron encarcelados, algunos en sus casas y otros en cuarteles. Aunque un año después fueron absueltos por un fallo de la Junta Suprema Central de España.
Debido al inicio de la guerra, al aumento del número de prisioneros y la falta de centros de reclusión, el bando realista comenzó a usar prisiones flotantes llamadas pontones, ubicadas en barcos anclados en el mar.En 1812 empezaron a utilizarse viejas embarcaciones como prisiones, en ellas los detenidos estaban sometidos a pésimas condiciones como falta de alimentos, espacios ventilados y atención. Muchos de los presos fallecían por las condiciones, algunos se fugaban y otros eran trasladados a cárceles en México, Puerto Rico o España.

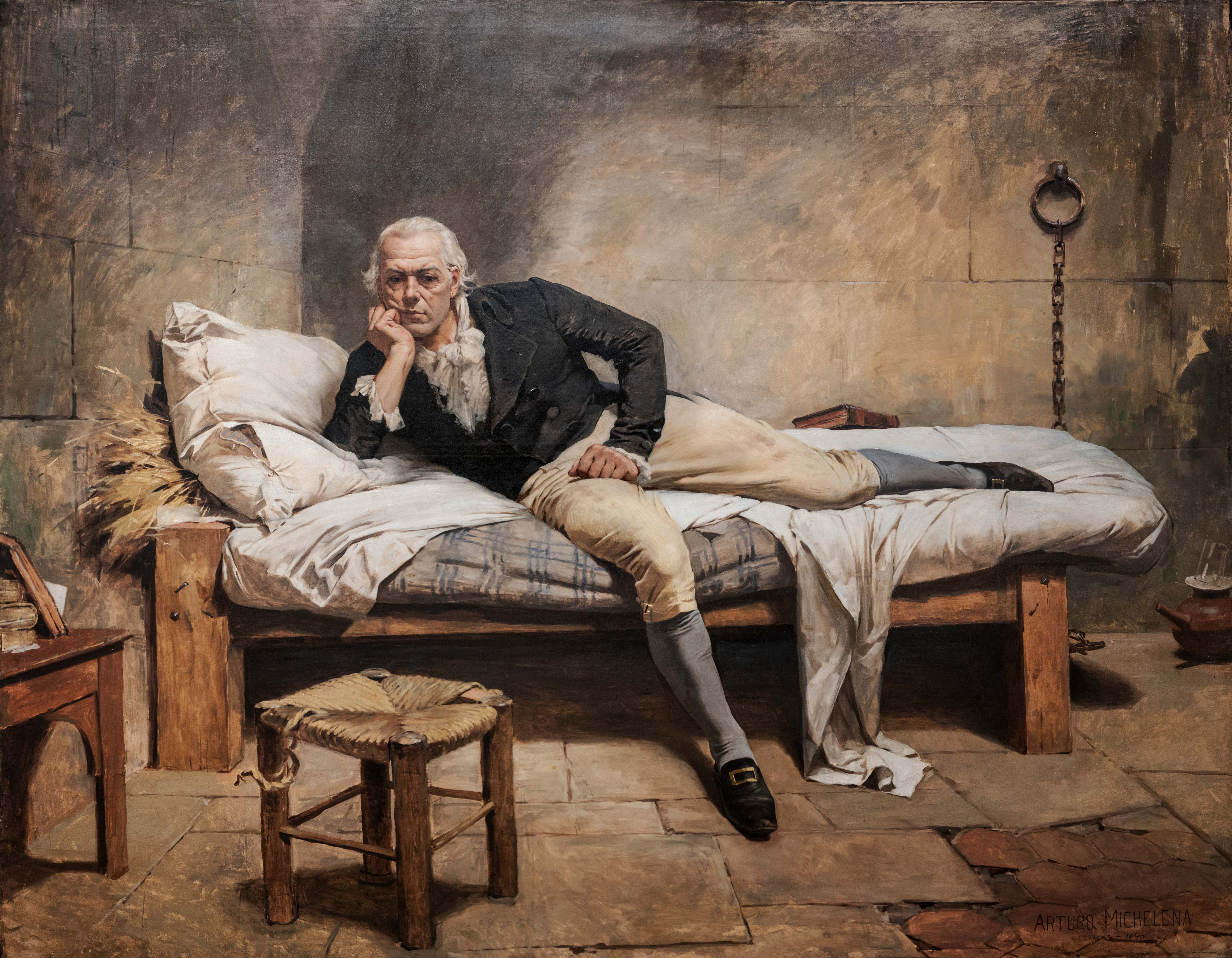
Cuadro Miranda en La Carraca pintado por Arturo Michelena

Uno de los casos de detención más resonantes fue el del militar Francisco de Miranda en 1812. Sobre la cabeza de Miranda pesaba desde 1783 una orden de arresto impuesta por la inquisición debido a la posesión de libros prohibidos, por lo que debió exiliarse. Con el paso de los años y su participación en la independencia de Estados Unidos y la revolución francesa se convirtió progresivamente el máximo líder de la causa independentista, aunque encontró oposición entre parte del ejército patriota y la élite mantuana debido, entre varias causas, a sus orígenes humildes.Uno de sus principales aliados fue el militar Simón Bolívar, pero con el correr de la guerra sus relaciones se fueron deteriorando, a pesar de ello Miranda nombró a Bolívar como encargado de defender la ciudad de Puerto Cabello un centro vital donde se encontraba el Castillo San Felipe en el cual estaban detenidos una gran cantidad de presos realistas y se encontraba el mayor arsenal de la república.
Los realistas lograron hacerse con el control del castillo y la ciudad, forzando la huida de Bolívar, quien se justificó ante Miranda de la siguiente forma «Yo hice mi deber, mi general, y si un soldado me hubiese quedado, con ése habría combatido al enemigo, si me abandonaron no fue por mi culpa». La pérdida de Puerto Cabello fue el golpe de gracia para la moribunda Primera República por lo que Miranda se vio obligado a firmar la Capitulación de San Mateo.
La capitulación contó con la aprobación de los principales líderes de la república, pero con la oposición de un sector del ejército entre los que se encontraba Bolívar. Por lo que el mismo junto con un grupo de civiles y militares organizaron un complot para arrestar y fusilar a Miranda. Miranda fue hecho prisionero en la madrugada del 31 de julio, al ser despertado e informado de su arresto expresó «Bochinche, bochinche; esta gente no sabe hacer sino bochinche» para luego entregarse sin oponer resistencia. Posteriormente, fue llevado ante los realistas que lo encarcelaron y lo trasladaron a España a cumplir su presidio en La Carraca, donde falleció en 1816.
Existe controversia sobre el papel que jugó Bolívar en su entrega a las autoridades españolas. Para algunos historiadores, la detención de Miranda y posterior entrega a los realistas fue usada por Bolívar para salvarse y eliminar a un rival político. La firma de la capitulación establecía un acuerdo que evitaba arrestar a los principales líderes y militares de la república, pero esto fue violado por los realistas, que iniciaron una serie de detenciones contra patriotas aunque permitieron que algunos salieran del país. El jefe realista Domingo de Monteverde le otorgó un pasaporte a Bolívar para que abandonara el país y lo justificó como un reconocimiento por sus servicios prestados en la captura de Miranda.
Otros autores, por su parte cuestionaron la versión de que Bolívar colaboró con los españoles y expresaron que estas afirmaciones fueron difundidas para atacar su reputación. Sostuvieron que el pasaporte se debió exclusivamente a la intermediación de Francisco de Iturbe y Heriz amigo en común de Bolívar y Monteverde. También opinaron que Bolívar y los implicados en la detención de Miranda lo consideraron un traidor a la causa independentista, por lo que buscaban arrestarlo y fusilarlo, aunque luego decidieron evitar su ejecución. Cargando toda la responsabilidad de su entrega a las autoridades españolas sobre Manuel María de las Casas, uno de los involucrados en el complot del arresto que luego se uniría a las fuerzas realistas.
Entre los que fueron detenidos violando el pacto de la capitulación se encontraban ocho importantes dirigentes promotores de la causa independentista que fueron arrestados por órdenes Monteverde. Entre los detenidos se encontraban Juan Germán Roscio, Juan Paz del Castillo, Juan Pablo Ayala, José Cortés de Madariaga, Manuel Ruiz, José Mires, Antonio Barona y Francisco Isnardi. Los presos pasaron a ser conocidos como los ocho monstruos debido a una carta de Monteverde donde hacía referencia a ellos en los siguientes términos «Señor: Presento a Vuestra Majestad esos ocho monstruos, origen y raíz primitiva de todos los males de América».
Los ocho prisioneros fueron encerrados en La Guaira para ser posteriormente enviados engrillados a Cádiz en España. En 1813 por decisión del Consejo de Regencia de España fueron trasladados a una prisión en Ceuta, en el norte de África. Cuatro de los detenidos lograron fugarse en 1814 a la colonia británica de Gibraltar, donde fueron apresados y devueltos por las autoridades inglesas. A pesar de esto, el príncipe de Inglaterra intercedió ante Fernando VII para lograr la libertad de los cuatro fugados los cuales regresaron a América. Mientras que de los demás presos, uno logró fugarse y los otros tres fueron liberados en 1820.

La violencia desatada por el conflicto armado aunado a la declaración de la guerra a muerte generó un aumento en la violación sistemática de los derechos de los detenidos provocando que muchos de los presos fueran sometidos a torturas y fusilados. Entre algunos de los prisioneros que fueron fusilados por el bando realista se encontraban los militares Antonio Nicolás Briceño y Pedro María Freites. Estos fusilamientos fueron replicados por los patriotas, por órdenes de Bolívar fueron ejecutados más de 800 realistas detenidos en Caracas y La Guaira.El 8 de junio de 1813 Bolívar dirigió una proclama en la ciudad de Mérida mencionando la situación de los prisioneros patriotas. En ella expresaba:
«Los verdugos que se titulan nuestros enemigos han violado el sagrado derecho de gentes y de las naciones en Quito, La Paz, México, Caracas y recientemente en Popayán. Ellos sacrificaron en sus mazmorras a nuestros virtuosos hermanos en las ciudades de Quito y La Paz. Degollaron a millares de nuestros prisioneros en México; sepultaron vivos en las bóvedas y pontones de Puerto Cabello y de La Guaira a nuestros padres, hijos y amigos de Venezuela; han inmolado al presidente y comandante de Popayán con todos sus compañeros de infortunios; y últimamente, ¡oh Dios!, casi a presencia de nosotros han hecho una espantosa carnicería en Barinas de nuestros prisioneros de guerra y de nuestros pacíficos compatriotas de aquella capital. . . Mas estas víctimas serán vengadas, estos verdugos serán exterminados.»

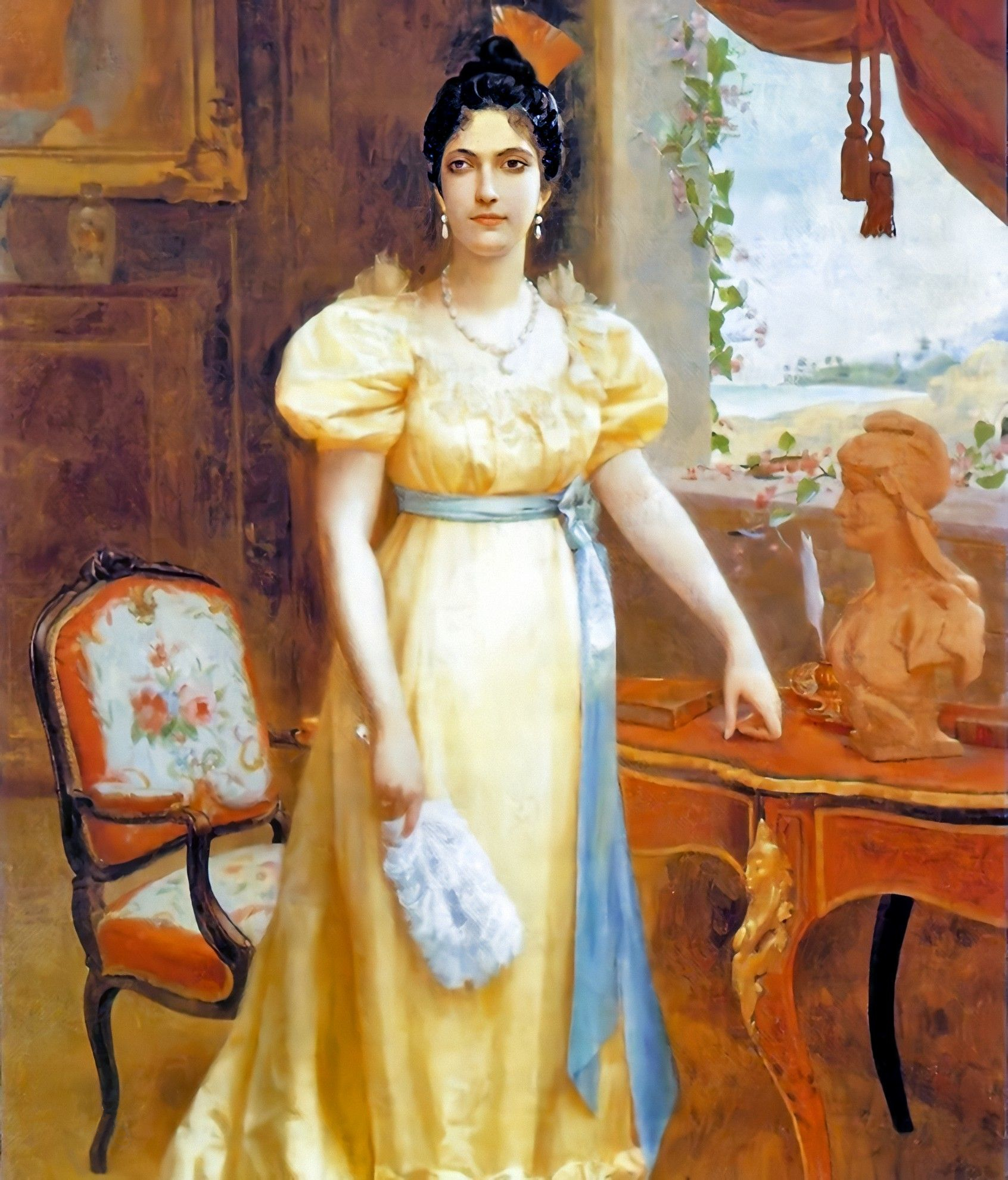
Luisa Cáceres de Arismendi

En 1815 fue detenida Luisa Cáceres de Arismendi esposa del militar patriota Juan Bautista Arismendi quien ejercía como gobernador de la isla de Margarita. Las autoridades españolas al hacerse con el control de la isla establecieron una amnistía que fue revocada meses después y ordenaron la detención del coronel Arismendi. Este logró huir provocando que las autoridades como represalia detuvieran a su esposa, que estaba preñada.
Cáceres fue encarcelada en el Castillo Santa Rosa donde fue sometida a pésimas condiciones y torturas, llegando a abortar a su hija. Luego fue transferida a una prisión en La Guaira para ser posteriormente enviada a Cádiz en España debido a las victorias de las fuerzas patriotas. En España se le solicitó que declarara su lealtad al rey, negara del patriotismo de su marido y lo convenciera de abandonar la lucha independentista. Ante lo cual, se negó expresando «Soy incapaz de deshonrar a mi marido con la firma que se me pide. Su deber es servir a la patria y liberarla (...)».Fue confinada y quedó bajo el cuidado de una familia, logrando huir en 1818.

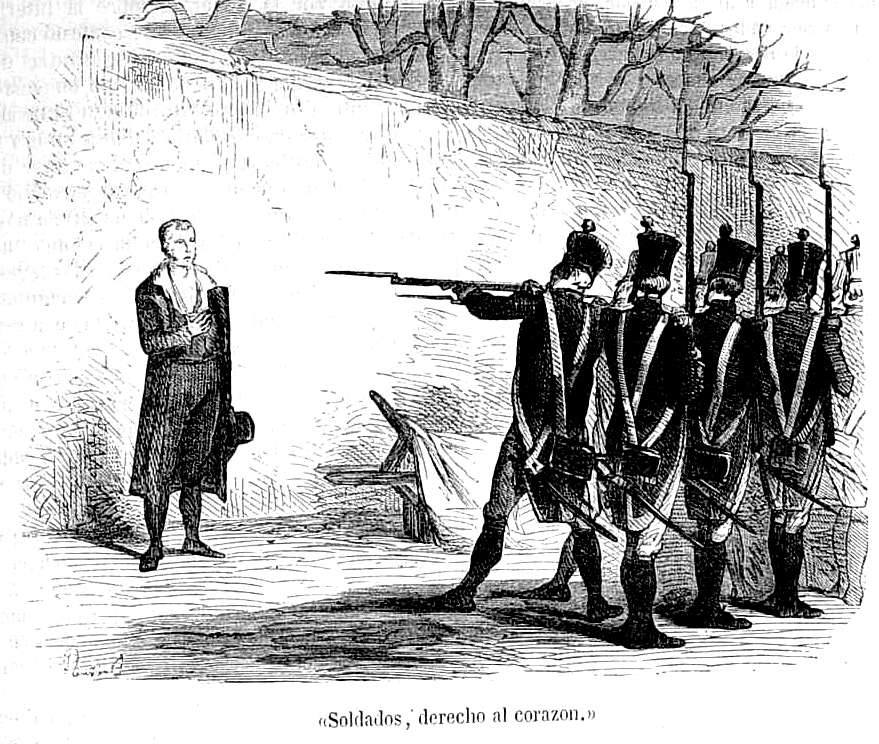
Fusilamiento de Manuel Piar

Otro de los casos destacados de detención por motivaciones políticas fue el del militar pardo Manuel Piar en 1817.Entre 1811 y 1816 la guerra tomó rasgos de un conflicto racial provocando que masas de color se unieran a los realistas asesinando a muchos blancos y generando el temor en la élite mantuana que tomaran el poder e impusieran una pardocracia.
Dentro de este contexto, Bolívar mostró su preocupación por la llegada al poder de los mestizos. Piar había logrado reconocimiento y popularidad por sus acciones en combate alcanzando el rango de general y siendo conocido como el libertador de Guayana. Si bien colaboró y estuvo subordinado a Bolívar, también mantuvieron conflictos.
Bolívar ordenó el arresto de Piar debido a que fue alertado por el general José Francisco Bermúdez, quien estaba enemistado con Piar, de que planeaba una supuesta rebelión. Poco antes del arresto de Piar, Bolívar publicó una proclama con fuertes ataques y acusaciones, llegando a calificarlo de traidor y mencionando las supuestas intenciones de Piar de asesinar a los blancos.
Fue arrestado por el general Manuel Cedeño y fue juzgado por un consejo de guerra decretado por Bolívar. Se le acusó de conspiración, insubordinación y deserción; y en algunos de los testimonios se mencionó que trataba de promover una guerra de colores para asesinar blancos.Según un relato, al momento de ser fusilado le dio un beso a la bandera, se descubrió el pecho y grito «Viva la Patria». Su cuerpo fue cubierto con una bandera y varias personas que se encontraban en los alrededores se acercaron a colocarle velas y flores. Su cadáver fue sepultado en un sitio desconocido y no fue encontrado, algunos autores incluso opinaron que fue enterrado fuera de Venezuela para evitar que su tumba se convirtiera en un sitio de peregrinación.
El proceso judicial al que fue sometido Piar ha estado rodeado de controversias e incluso algunos historiadores han mencionado que no fue un juicio justo. El expediente del juicio desapareció misteriosamente poco después del fusilamiento de Piar y fue reencontrado 78 años más tarde. Un análisis hecho por la Academia Nacional de la Historia de Venezuela encontró que el mismo había sido manipulado y alterado.
Un reglamento previamente aprobado y redactado por Bolívar, le daba la potestad para designar a los miembros del consejo de guerra que juzgaba a los generales acusados como a Piar. Según algunos autores, muchas de las pruebas y testimonios presentados no demostraban claramente la culpabilidad, entre ellas varias cartas que fueron entregadas por el propio Bolívar al juez del caso nombrado por el mismo Bolívar. Varios de los testigos eran enemigos declarados de Piar y otros eran adeptos y amigos de Bolívar.Se mencionó como el juez fiscal, Carlos Soublette, en la presentación de cargos en vez de centrarse en las pruebas profirió una serie de juicios de valor sobre Piar llegando a calificarlo como «un miserable desertor».Uno de los testigos, el cabo Timoteo Díaz, al momento de ser interrogado para que ratificara su testimonio en contra de Piar, expresó que se aprovecharon de que era analfabeta para cambiar su testimonio e inculpar a Piar, pues el testigo había manifestado la inocencia del acusado. Luego de estas declaraciones, Díaz desertó del ejército y huyó.

En el Diario de Bucaramanga escrito por Luis Perú de Lacroix edecán de Bolívar, menciona las motivaciones políticas del arresto y fusilamiento de Piar, según palabras del propio Bolívar recogidas en el diario. En el diario se expresa que:
«La muerte del general Piar fue entonces de necesidad política y salvadora del país. Porque sin ella iba a empezar la guerra de los hombres de color contra los blancos, el extermino de todos ellos y por consiguiente el triunfo de los españoles: que el general Mariño merecía la muerte como Piar, por motivo de su disidencia, pero su vida no presentaba los mismos peligros y por eso mismo la política pudo ceder a los sentimientos de humanidad y aun de amistad por un antiguo compañero. Las cosas han mudado bien de aspecto –continuó diciendo el Libertador- entonces la ejecución de Piar, que fue el 16 de octubre de 1817, fue suficiente para destruir la sedición; fue un golpe maestro en política, que desconcertó y aterró a todos los rebeldes, desopinó a Mariño y su congreso de Cariaco; puso a todos bajo mi obediencia, aseguró mi autoridad, evitó la guerra civil, y la esclavitud del país, me permitió proyectar y efectuar la expedición a la Nueva Granada y crear después la Republica de Colombia: nunca ha habido un muerte más útil, más política y, por otra parte, más merecida. Pero hoy repito, las cosas han cambiado: la muerte de un criminal en 1817 fue suficiente para asegurar el orden y la tranquilidad, y ahora en 1828 no bastaría la muerte de muchos centenares.»
En 1820 fue firmado el Tratado de Armisticio y Regularización de la Guerra el cual tenía como fin eliminar el Decreto de Guerra a Muerte y establecer las bases para el intercambio de prisioneros.Una vez lograda la independencia de Venezuela se establecieron acuerdos entre las partes en conflicto para permitir a algunos de los prisioneros realistas dejar las armas, cambiar de bando o exiliarse en territorio controlado por los españoles.

#### Gran Colombia

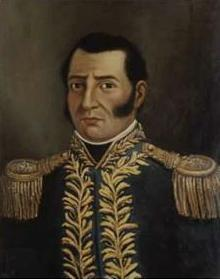
José Prudencio Padilla

Otro de los casos de detenidos que estuvo influenciado por el terror a la pardocracia fue el del militar pardo José Prudencio Padilla.Dentro del ejército comenzaron a surgir divisiones entre los seguidores de Bolívar y el militar Francisco de Paula Santander. En 1828 se produjo un intento de rebelión en la ciudad de Cartagena, principalmente promovido por la población de color. El militar Mariano Montilla, del bando bolivariano, trató de mantener el control de la ciudad al igual que Padilla.Luego de controlar el intento de rebelión, Montilla acusó a varios militares, entre ellos a Padilla, de sublevar a la población para que iniciara una guerra racial.
Las denuncias de Montilla provocaron el arresto de Padilla, mientras estaba detenido se produjo un intento de asesinato en contra de Bolívar y los conspiradores trataron de liberar a Padilla para que se les uniera, pero se negó.Tras el fracaso del intento se formó un tribunal dirigido por José María Córdova encargado de juzgar a los detenidos, que encontró culpables a varios de los acusados y absolvió a Padilla y otros de los presuntos implicados.Bolívar se mostró en desacuerdo con la absolución y promovió el cambio del jurado, siendo nombrado el general Rafael Urdaneta como único juez. En una carta de Bolívar a Montilla sobre el juicio expresó «El general Córdova está de ministro interino porque Urdaneta se halla de juez para que esto vuele».
A los pocos días de tomar posesión del cargo, Urdaneta dictó las sentencias de muerte de Padilla y del coronel Ramón Guerra, otro de los absueltos, y las sentencias fueron aprobadas por Bolívar. El 2 de octubre de 1828 fue fusilado, al momento de su ejecución iba vestido con su uniforme militar, el oficial a cargo del proceso procedió a retirarla las charreteras para degradarlo, lo que provocó que Padilla dijera «Esas no me las dio Bolívar, sino la república».Algunos historiadores han cuestionado la imparcialidad del juicio mencionando que Urdaneta uso declaraciones que no estaban en el proceso original, aplicó leyes que en ese momento no regían y que obtuvo testimonios por medio de torturas.

#### Inicios de la república
Luego de establecerse la república el país se vio envuelto en una serie de guerras civiles y fue gobernada por caudillos autoritarios, ambiente que propició la represión política y el encarcelamiento de los disidentes.Los gobiernos republicanos comenzaron a construir las primeras cárceles en antiguas fortalezas, casas rentadas o conventos lo que provocó un hacinamiento de presos mezclando tanto a los políticos como a los comunes y favoreciendo las fugas.
Durante el gobierno del militar José Antonio Páez fueron detenidos algunos de sus opositores entre los que se encontraba el militar Pedro Carujo quien fue confinado a un pontón.En 1843 iniciaron los trabajos de construcción Cárcel Pública de Caracas, que sería conocida como La Rotunda. En 1852 durante el gobierno de José Gregorio Monagas fue puesta en funcionamiento y la prisión alojó a detenidos por motivaciones políticas.El número de presos políticos fue en aumento debido a los conflictos internos como Guerra Federal y la Revolución Azul.
En 1846 durante el segundo gobierno de Carlos Soublette se produce una insurrección campesina que fue controlado por el gobierno provocando la detención de varios periodistas y políticos.Entre los detenidos se encontraba Antonio Leocadio Guzmán quien fue acusado de conspirar y condenado a muerte, aunque su pena le fue cambiada por el exilio.
Durante el gobierno de  José Tadeo Monagas, luego del Asalto al Congreso de Venezuela de 1848 el militar José Antonio Páez se rebeló contra el gobierno, pero fue capturado. Durante su detención fue obligado a marchar frente a una multitud que lo insultaba y escupía mientras se distribuían caricaturas que lo mostraban como el «rey de los araguatos». Páez fue encarcelado en una celda sin luz e incomunicado.El número de detenidos aumentó debido a la Guerra Federal, muchos de los detenidos eran trasladados a las cárceles de Trocadero y Bajoseco donde eran sometidos a malos tratos y abusos, aunque estas prisiones fueron clausuradas luego de la guerra.
Durante la dictadura de Antonio Guzmán Blanco la represión política fue constante y avasallante. Muchas personas fueron silenciadas por miedo a represalias. Se estima que miles de personas fueron perseguidas, encarceladas y exiliadas, que nunca regresaron. Así mismo esto tuvo un impacto negativo en la sociedad venezolana, esto dificultó el desarrollo de la democracia y la libertad de expresión en Venezuela.

## Historia

### SigloXX

#### Dictadura de Cipriano Castro

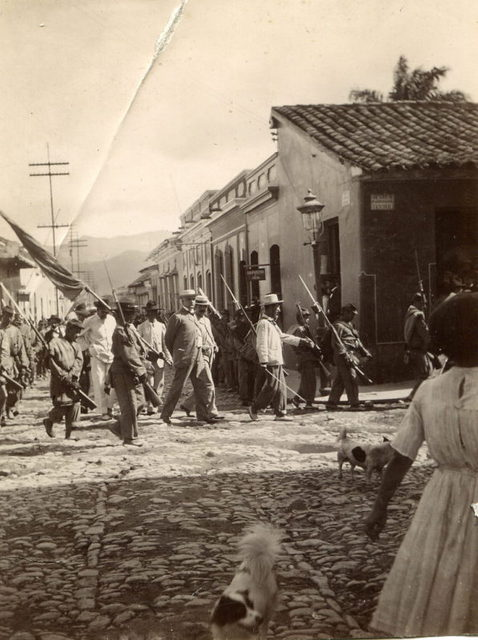
Manuel Antonio Matos esposado y escoltado en Caracas

Durante la dictadura de Cipriano Castro fueron comunes las detenciones por motivaciones políticas. Varios periodistas fueron encarcelados en La Rotunda por difundir opiniones críticas contra el gobierno. Entre los detenidos se encontraban Carlos Pumar, Fernando Pumar, Pedro Manuel Ruiz, Alberto González Briceño, Rafael Golding, Rafael Arévalo González y otros.
En 1900 tras negarse a conceder un préstamo para el gobierno, fueron arrestados varios banqueros entre los que se encontraba Manuel Antonio Matos. Los detenidos fueron encarcelados en La Rotunda y días después fueron obligados a desfilar encadenados por la ciudad. Tras varios días de detención y luego que el gobierno consiguiera los préstamos, fueron puestos en libertad.

#### Dictadura de Juan Vicente Gómez

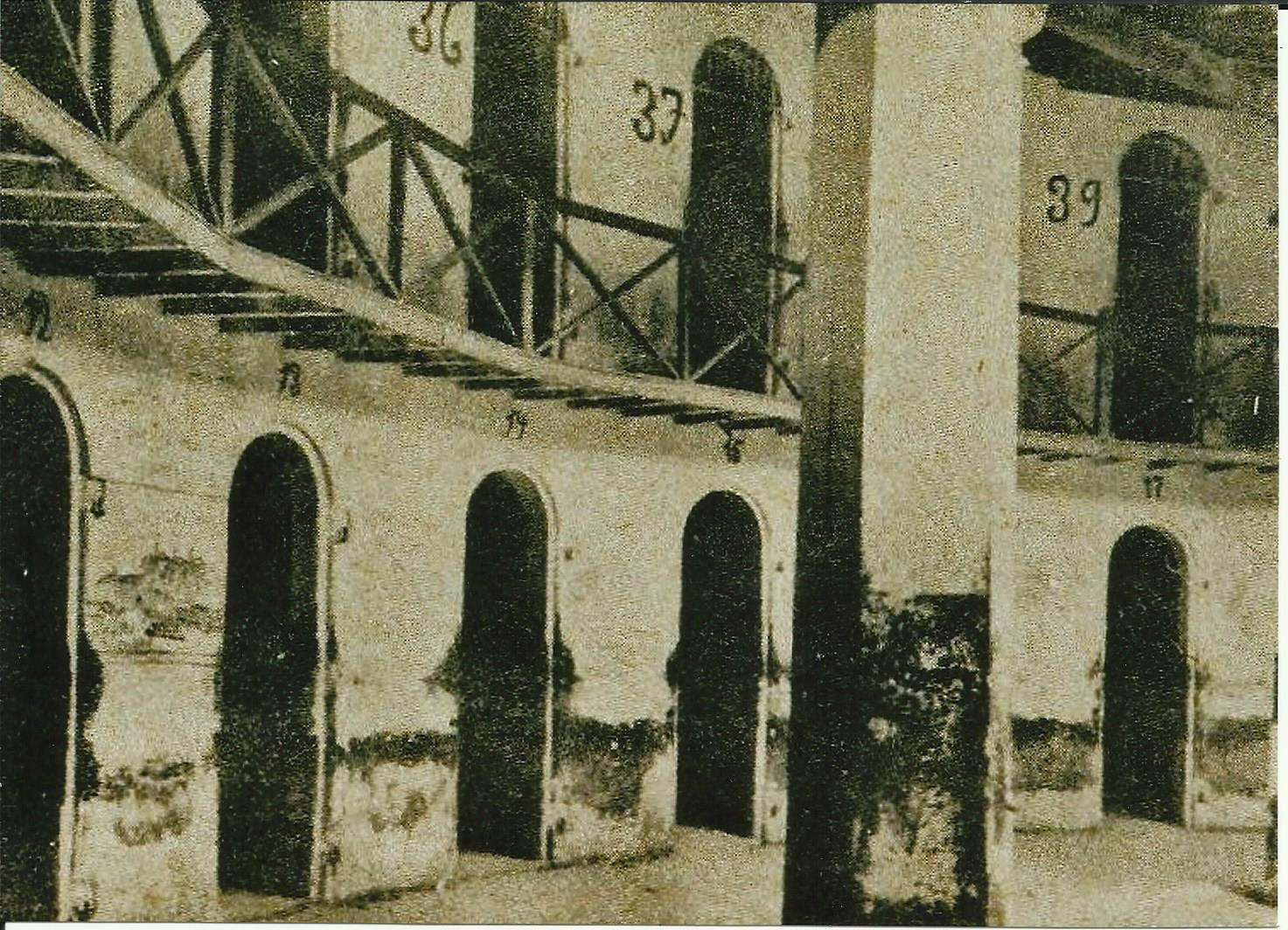
La Rotunda.

Inicialmente, Juan Vicente Gómez emprendió su mandato concediendo libertad a presos políticos y restableciendo la libertad de prensa; sin embargo, desestimó disolver el Congreso Nacional y convocar a una asamblea constituyente, petición que entonces gozaba de bastante popularidad. El historiador Elías Pino Iturrieta sostuvo que en realidad a pesar de esta aparente fachada de libertades que Gómez promovía, existieron casos tempranos de represión a la prensa y a ciertos sectores políticos. A partir de 1913 la represión se exacerbó, año en que Gómez decide mantenerse en el poder.
Durante la dictadura de Juan Vicente Gómez las personas que eran apresadas en la Rotunda por motivos políticos cargaban con grilletes y pernos de acero en los pies y eran víctimas de numerosas torturas. Los grillos sujetaban los tobillos de los prisioneros, inmovilizándolos e hiriéndolos. Se solía introducir veneno en los alimentos de reos sobre los que pesaran órdenes de asesinato, y vidrio molido en sus bebidas para causar mayor sufrimiento a la hora de la muerte. Todo aquel que se opusiera al régimen de Gómez era asesinado, encarcelado o desaparecido. Entre el peor de los castigos se encontraba esta cárcel. Los métodos de tortura iban desde los más convencionales hasta la pena de muerte.
Muchos de los presos políticos de la Rotunda eran enviados a cumplir con trabajos forzados, el más famoso de los cuales fue la construcción de la carretera Trasandina en los Andes venezolanos, que aún sigue en funcionamiento. Uno de los torturadores más crueles de esta cárcel fue un preso común llamado Nereo Pacheco quien, por órdenes de Gómez, fue utilizado por los vigilantes como elemento de castigo contra los presos políticos.

#### Postgomecismo
Durante el inicio del gobierno de Eleazar López Contreras, son liberados varios presos políticos del gomecismo y se anuncia un cambio en la política represiva, pero esto cambia a medida que aumentan los conflictos políticos.El 26 de abril de 1936 fueron detenidos Rodolfo Quintero, Augusto Malavé Villalba, Félix Saldivia Gil y Ernesto Silva Tellería, miembros del Partido Republicano Progresista. Entre las razones de su detención se debía a la organización de una huelga general, aunque son liberados días después.
Tras la convocatoria de otra huelga general el 12 de junio de 1936 en contra de la Ley Lara, fueron detenidos sus principales convocantes. Entre ellos se encontraban Rodolfo Quintero, Ernesto Silva Tellería, Rómulo Betancourt, Jóvito Villalba, Alejandro Oropeza Castillo, Benito Martí, Agustín Esquivar, Tito Hernández, Luis Hernández Solís y otros.Los detenidos fueron recluidos en la cárcel El Obispo durante su juicio, pero tras la culminación del proceso fueron puestos en libertad.
En 1936, tras publicar un escrito antimilitarista, el periodista Hernani Portocarrero es condenado a dos años de prisión. Luego fueron detenidos los activistas Gustavo Machado, Salvador de la Plaza, Carlos D’Ascoli, Jesús González, Luis Hernández Solís, Luis Francisco Troconis y otros.Por otra parte, varios periodistas llegaron a ser acosados por medio de la aplicación de multas, enjuiciamientos y en algunos casos fueron encarcelados. Entre los arrestados estaban Manuel Flores Cabrera, Enrique Bernardo Núñez, Ramón David León, Juan de Guruceaga, Luis Barrios Cruz y otros.
En 1937 activistas y familiares de los detenidos políticos fundaron la Liga Nacional Pro Presos, una organización encargada de ofrecer ayuda y asistencia a los detenidos, pero las autoridades evitaron legalizarla en varias oportunidades. Esta organización es considerada una de las pioneras en el apoyo a los detenidos políticos en Venezuela.
Durante el gobierno de Isaías Medina Angarita se comenzó a realizar una apertura democrática permitiéndose algunas libertades políticas, a pesar de esto se mantienen algunas actitudes represivas por parte del gobierno. Durante un conflicto laboral liderado por el Sindicato Profesional de Trabajadores y Autobuseros del Distrito Federal y el estado Miranda contra algunas empresas, son detenidos sus principales instigadores Luis Miquilena y Jesús Vale.
Los periodistas José «Kotepa» Delgado, Raúl Domínguez, Alfredo Tarre Murzi, Raúl Juan López fueron detenidos. Estos arrestos provocaron el rechazo de la Asociación Venezolana de Prensa (AVP), lo que influyó en su posterior liberación.

#### Trienio Adeco
Durante el trienio Adeco en 1946 se inició un proceso judicial en contra de exfuncionarios del gomecismo, lopecismo y medinismo acusados de corrupción. Entre los investigados se encontraba el escritor Arturo Uslar Pietri que estaba exiliado. Uslar Pietri publicó un escrito en su defensa que fue publicado en Venezuela por los diarios El Heraldo y La Esfera, lo que provocó que fueran detenidos por las autoridades Heraclio Narváez Alfonzo, director de El Heraldo y Edmundo Suegart, editor de La Esfera.

#### Dictadura de Marcos Pérez Jiménez

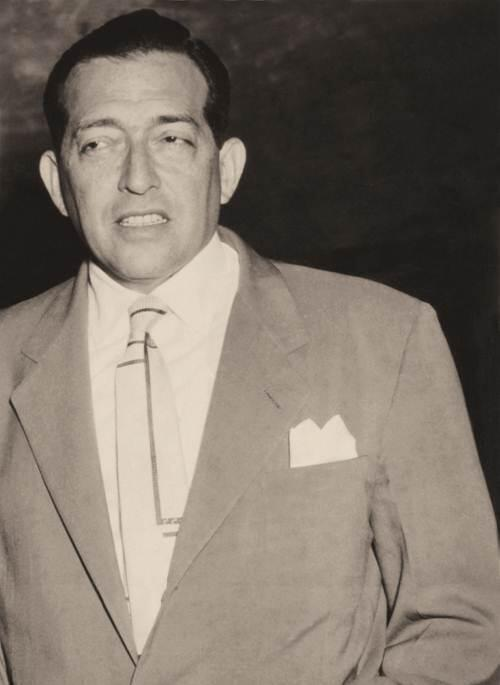
Pedro Estrada, jefe de la Dirección de Seguridad Nacional durante la dictadura de Marcos Pérez Jiménez

La dictadura de Marcos Pérez Jiménez creó una policía política que se encargaba de arrestar, torturar y encarcelar a los opositores políticos. se caracterizó por su excesiva represión a la disidencia y tortura contra los detenidos. Por ejemplo, el historiador Manuel Vicente Magallanes, preso durante la dictadura, explicaba que en las sedes de la Seguridad Nacional de todo el país los presos políticos fueron sometidos a las diferentes métodos de tortura, como la cámara de hielo, ring, golpes con bolas de acero, cintillos eléctricos, planazos, tortoles y otras formas de maltrato físico.[cita requerida]
Para ese entonces, la Plaza Colón de la urbanización Los Caobos era el epicentro de las protestas estudiantiles. En la celebración del Día de la Raza en 1951, fueron arrestados diversos venezolanos que protestaban en contra de la dictadura: José Amín, Miguel Astor Martínez, Antonio Ávila Barrios, Francisco Barrios, Federico Estaba, Gerardo Estaba, Luis José Estaba, Darío Hernández, Manuel Vicente Magallanes, Eloy Martínez Méndez, Salom Mesa y Juan Regalado. Este grupo fue conocido como el de "Los Doce Apóstoles" por haber sido una docena de detenidos. Los doce apóstoles fueron obligados a permanecer juntos de pie durante tres días, privados de hacer necesidades fisiológicas. Cada uno fue torturado de forma personalizada.

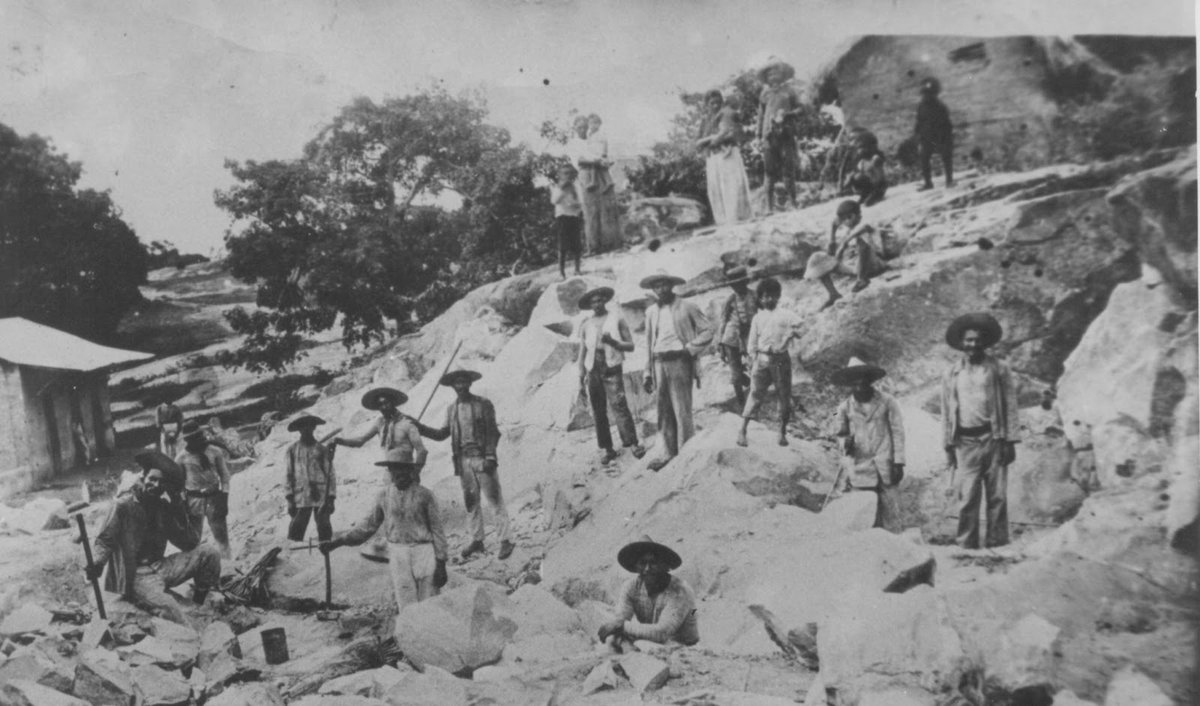
Prisioneros de la Isla Guasina.

A pesar de que el régimen anunció la clausura del campo de concentración de la Isla Guasina el 17 de diciembre de 1952, en Delta Amacuro, registros como la obra Se llamaba SN, de José Vicente Abreu, documentan los trabajos forzosos y las condiciones infrahumanas en la isla. Dicha cárcel tuvo que ser cerrada por cuanto el Río Orinoco hundió el islote donde se encontraba.[cita requerida]
El 29 de septiembre de 1952, en el Municipio Turén del Estado Portuguesa inicia un levantamiento campesino contra el gobierno nacional atacando un puesto de la Guardia Nacional. El movimiento es fuertemente reprimido saldando más de un centenar de muertos.
El 21 de octubre de 1952, el secretario general de Acción Democrática en la clandestinidad, Leonardo Ruiz Pineda es interceptado por miembros de la Dirección de Seguridad Nacional, produciéndose un confuso incidente en el que resulta muerto producto del fuego cruzado originado en la balacera entre sus acompañantes y los policías. Poco después su compañero político Cástor Nieves Ríos también es asesinado.

#### Bipartidismo
Durante el gobierno de Rómulo Betancourt existieron denuncias de existencia de detenidos políticos varios de ellos involucrados con grupos guerrilleros o alzamientos militares. En 1961 Américo Martín, presidente de la Federación de Centros de Estudiantes de la Universidad Central de Venezuela, denunció la existencia de 1630 presos políticos.
Durante el gobierno de Raúl Leoni, en el marco de la lucha guerrillera, fueron detenidos guerrilleros y varios políticos por supuestos vínculos con grupos armados siendo considerados por algunos como presos políticos. Con el paso de los años se acumularon los fracasos de los grupos guerrilleros y el gobierno comenzó un proceso de pacificación, otorgando la libertad a los dirigentes Eduardo Machado, Gustavo Machado y otros 67 presos políticos. Desde el congreso los diputados José Vicente Rangel, Luis Miquilena y José Herrera Oropeza denunciaron varios casos de personas que fueron detenidas ilegalmente por estar presuntamente involucrados con grupos guerrilleros, siendo presuntamente torturadas, asesinados y sus cuerpos desaparecidos.En 1967 José Vicente Rangel publicó el libro Expediente Negro en el cual denunció que el número de personas detenidas ilegalmente y que posteriormente sufrieron desaparición forzada alcanzaban cerca de 300 personas de las cuales en su mayoría sus cuerpos no habían sido encontrados.
Durante el primer gobierno de Rafael Caldera las organizaciones no gubernamentales Comité en Defensa de los Derechos Humanos (CDDH) y Comités Unitarios Pro-Amnistía (CUPA) denunciaron varios casos de detenciones por motivaciones políticas. En 1969 fueron arrestados 26 personas por estar supuestamente involucrados en el asesinato de estudiante Miguel Alfredo Sosa Borregales. Uno de los detenidos fue la activista Laura Peréz Carmona de Prada, esposa del comandante de la FALN Francisco Prada Barazarte. Carmona fue víctima de desaparición forzada y sometida a torturas.Desde 1972 la organización Comités Unitarios Pro-Amnistía inicio una campaña nacional por la amnistía de los presos políticos por medio de la promoción para la aprobación de una ley de amnistía en el congreso.En 1973 la CDDH denunció el arresto de Oswaldo Miguel Hernández, con discapacidad mental y familiar de Ramón Antonio Álvarez considerado líder del grupo guerrillero ERP-Punto Cero.Ese año el CDDH y el CUPA realizaron una marcha exigiendo la liberación de 300 detenidos por razones políticas.En 1973 tras la desaparición forzada y muerte del activista Argelio José Reina, varios detenidos del Cuartel San Carlos iniciaron una huelga de hambre para exigir justicia, a la que se le sumaron algunos activistas días después. Entre los detenidos se encontraban Margarita Oviedo, Armando Monjes, Gerber Fermín Fernández y otros.
El 7 de marzo de 1974, durante el primer gobierno de Carlos Andrés Pérez, varios activistas y presos conformaron la organización Comando Nacional de Huelga de los Presos Políticos la cual realizó una huelga de hambre por varios días y por medio de un escrito exigió mejorar las condiciones de los presos políticos y la aprobación de una ley de amnistía.Entre los huelguistas se encontraban Francisco Prada Bazarte, Carlos Betancourt, Gabriel Puerta Aponte, Kleber Ramírez, entre otros.En 1975, tras la fuga de un grupo de presos del cuartel San Carlos, fueron detenidos Argelia Melet, Julio Escalona y otras 200 personas civiles y militares, acusadas de colaborar en la fuga y a las que se les pretendió juzgar por medio la jurisdicción militar. También en 1975 fueron detenidos Armando Díaz, el redactor de periódico ¿Qué Hacer? y posteriormente la periodista Doris Francia del medio Ruptura.La organización no gubernamental Comité en Defensa de los Derechos Humanos (CDDH) denunció ante la fiscalía que en varias cárceles donde estaban detenidos políticos se les prohibía la visita de familiares y se les daban malos tratos.En 1976 tras presentar una denuncia en la fiscalía contra los directores de la Dirección de los Servicios de Inteligencia y Prevención (DISIP) y la Policía Técnico Judicial (PTJ) fueron detenidos Agustín Calzadilla, María José Parada y Lídice Navas miembros de la CDDH por estar supuestamente involucrados en el secuestro del empresario William Niehous. Tras ser liberados, Calzadilla y Parada denunciaron que fueron detenidos sin orden judicial.El CDDH también denunció que varios miembros de partidos de izquierda involucrados con grupos guerrilleros y otros dirigentes presuntamente relacionados con estos grupos fueron detenidos, entre los que se encontraban Ernesto Virla, David Nieves y Rosa Elena Mata. Uno de los casos denunciados como una detención política fue el del dirigente Jorge Antonio Rodríguez arrestado por la DISIP y que murió tras sometido a torturas. El 27 de agosto de 1976 se les allanó la inmunidad parlamentaria a los diputados Fortunato Herrera y Salom Mesa, siendo arrestados y trasladados al Cuartel San Carlos. En septiembre de ese año los presos del cuartel iniciaron una huelga de hambre solicitando mejores condiciones y ser juzgados por tribunales civiles.
En 1983 durante el gobierno de Luis Herrera Campíns se creó la organización no gubernamental Coordinadora Nacional de Presos Políticos, la cual exigió el respeto de los detenidos, celeridad en sus procesos y la aplicación de justicia civil a los detenidos por actividades guerrilleras. El 8 de agosto de 1983 en la cárcel de La Pica en Maturín, funcionarios de la DISIP y la Guardia Nacional intervienen en el sector de los presos políticos al descubrir un túnel que sería usado para fugarse. El hecho provocó la muerte de uno de los detenidos, varios heridos y posteriormente varios de los presos fueron sometidos a aislamiento. Esto provocó la solidaridad de presos políticos de otras cárceles que iniciaron una huelga de hambre, así como protestas de activistas en varias ciudades. Tras el fin de la huelga y un proceso de negociaciones se lograran mejorar las condiciones de los detenidos.
Durante el inicio del gobierno de Jaime Lusinchi fueron dejados en libertad varios detenidos políticos. En diciembre de 1984 fueron liberados 40 presos y en mayo de 1985 fueron sobreseídos los cargos que pesaban sobre 60 detenidos. A pesar de esto, existieron detenciones de periodistas críticos con el gobierno.
Durante los dos golpes de Estado de 1992 las organizaciones no gubernamentales Human Right Watch y Amnistía internacional reportaron que tras la suspensión de las garantías constitucionales cientos de personas fueron detenidas arbitrariamente.Tras el golpe y la restitución de las garantías las persecuciones continuaron con las detenciones arbitrarias de varios activistas y dirigentes estudiantiles, y amenazas en contra de familiares de los militares implicados en los golpes.En un informe de la organización Amnistía Internacional se mencionó el uso esporádico de la Ley de Vagos y Maleantes para detener disidentes políticos. Si bien en el pasado esta ley fue usada para arrestar a opositores al gobierno de turno, en general los mayores afectados fueron personas pobres. La ONG informó que había recibido denuncias de su uso contra opositores, como en el caso de la detención de los políticos Enrique Ochoa Antich y Edgar Silva en 1992, quienes fueron detenidos tras una manifestación y fueron amenazados públicamente por el director de la Policía Metropolitana de aplicarles la Ley de Vagos y Maleantes, aunque fueron liberados posteriormente.

### SigloXXI

#### Revolución bolivariana

##### Hugo Chávez
En el estado Táchira, personas fueron arrestas y encarceladas acusados del cargo de rebelión civil, durante el golpe de Estado del 11 de abril de 2002. En este sentido el oficialismo le suelen denominar "políticos presos" aunque solo una parte de los implicados habían tenido algún tipo de actividad política. Según el chavismo, las personas arrestadas se apoyaron de la impunidad al régimen de facto de Pedro Carmona que gobernó por dos días y derrocó temporalmente al presidente Hugo Chávez mediante un golpe de Estado, el 11 de abril de 2002, y entre sus acciones estaba el presunto intento de asesinato al gobernador del Táchira Ronald Blanco La Cruz, la acusación formal y los trámites judiciales la realizó el citado gobernador.
La oposición de Chávez y los medios de comunicación declararon que los arrestos son improcedentes, injustos y hechos por fines políticos, y de amedrentamiento de la oposición. En 2003, tres militares vinculados a los soldados sublevados en la Plaza Altamira durante el paro general de 2002 fueron asesinados. Zaida Peraza, de 28 años; Darwin Argüello, de 21; Ángel Salas, de 21, y Félix Pinto, de 22, fueron encontrados en dos lugares diferentes de las afueras de Caracas con signos de haber sido torturados, atados de pies y manos, habiendo sido asesinados con tiros de escopeta a corta distancia. El líder del grupo, el general Enrique Medina Gómez, declaró que varios testigos vieron cómo los militares, junto a dos mujeres que les acompañaban, fueron detenidos y obligados a abordar dos camionetas por hombres vestidos de negro y con las caras cubiertas con pasamontañas. La jueza María Lourdes Afiuni fue detenida el 17 de diciembre de 2009 en el Instituto Nacional de Orientación Femenina (INOF), una cárcel de mujeres en las afueras de Caracas. En enero de 2010, la fiscalía presentó cargos oficiales contra Afiuni por presuntas irregularidades en la liberación de Eligio Cedeño.

##### Nicolás Maduro

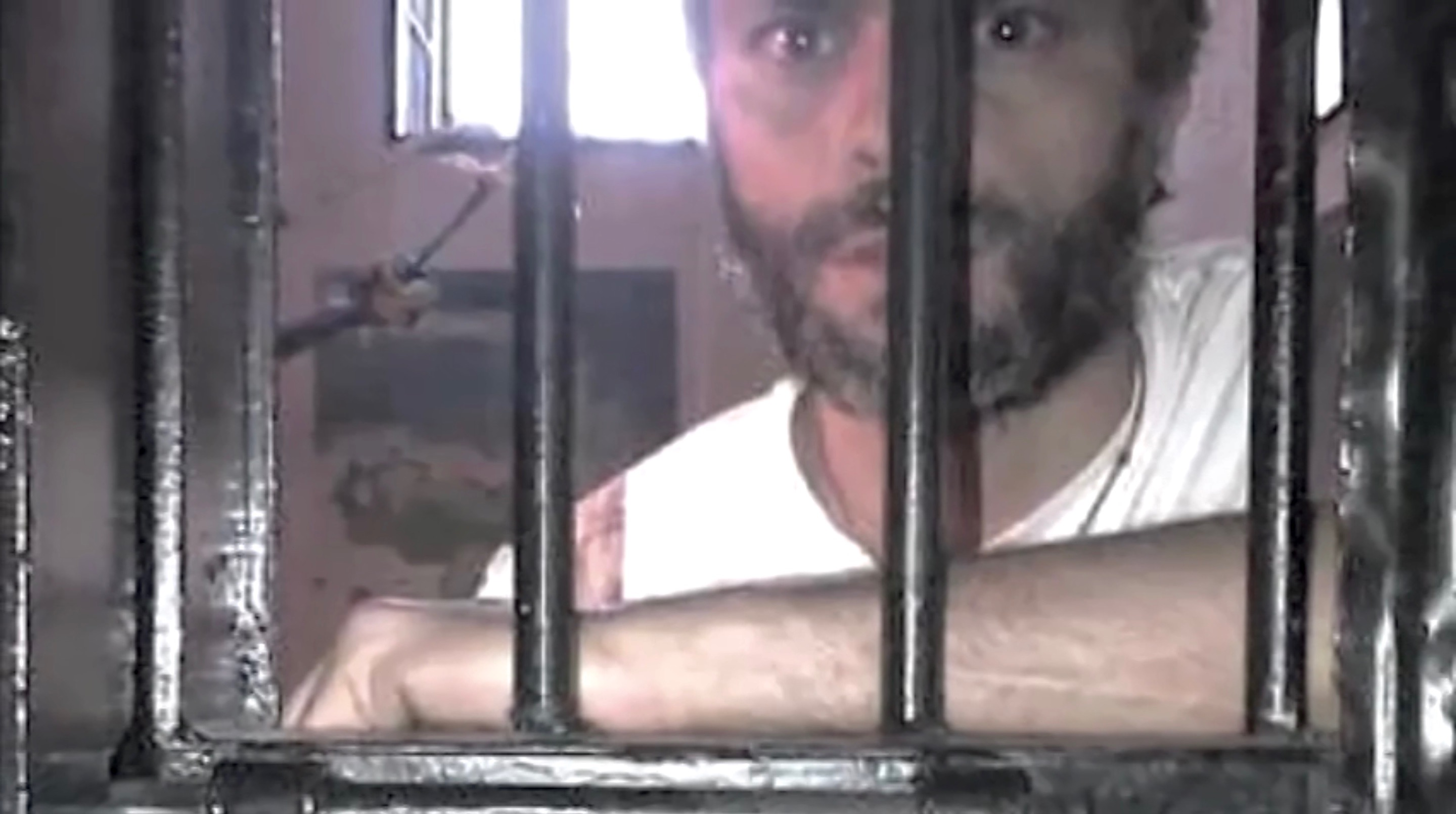
Leopoldo López en la Cárcel de Ramo Verde en 2017.

Durante las protestas en Venezuela de 2014, la ONG Foro Penal documentó 33 casos de torturas contra detenidos, afirmando que los abusos fueron «continuos y sistemáticos» y que las autoridades venezolanas eran «acusadas en general de golpear a los detenidos, en muchos casos fuertemente, y muchas personas han indicado que las fuerzas de seguridad les han robado, tomando sus teléfonos móviles, dinero y joyas».

El Alto Comisionado de las Naciones Unidas para los Derechos Humanos (ACNUDH) denunció que durante las protestas en Venezuela de 2017 «varios miles de personas han sido detenidas arbitrariamente, muchas de ellas han sido víctimas de malos tratos e incluso de torturas». Algunas de las víctimas de desaparición forzada aun no han aparecido como es el caso de Hugo Marino Desde 2015 al menos 12 presos políticos han muerto en prisión. Según el Programa Venezolano de Educación Acción en Derechos Humanos, entre 2013 y 2023, han sido privadas de su libertad 53.075 personas por razones políticas o en el marco de acciones ilegales de policías y/o militares.
En un movimiento diplomático importante, Estados Unidos y Venezuela han alcanzado un acuerdo de canje de prisioneros que ha resultado en la liberación de varios ciudadanos de ambos países. Álex Saab, empresario colombiano y supuesto testaferro del presidente venezolano Nicolás Maduro, fue excarcelado en Estados Unidos y regresó a Venezuela el 20 de diciembre de 2023. Su liberación fue parte de un intercambio negociado que incluyó la puesta en libertad de 10 estadounidenses y 16 venezolanos que estaban detenidos en Venezuela.
Álex Saab fue detenido originalmente en 2020 por cargos de lavado de dinero, con fiscales estadounidenses alegando que había desviado unos 350 millones de dólares de Venezuela. Su liberación se produjo después de recibir un indulto del presidente estadounidense Joe Biden, en un acuerdo mediado por Catar. A su llegada a Venezuela, fue recibido por el presidente Maduro en el palacio presidencial de Miraflores en Caracas, donde Maduro lo elogió como un "hombre valiente" y celebró su regreso como un triunfo de la verdad. El presidente Biden confirmó la liberación de los 10 estadounidenses, destacando que reunir a estadounidenses detenidos injustamente con sus familias ha sido una prioridad para su gobierno. Entre los estadounidenses liberados estaban Joseph Ryan Cristella, Jerrel Kenemore, Jason Saad, Eyvin Hernández y Savoi Wright, quienes llegaron a una base militar en San Antonio, Texas, el 20 de diciembre. Adicionalmente, fueron liberados 16 venezolanos, incluyendo seis sindicalistas detenidos en 2022 y condenados a 16 años de prisión por "conspiración".
La negociación también implicó la devolución de Leonard Glenn Francis, alias "Fat Leonard", un empresario malasio involucrado en un importante escándalo de corrupción en la Armada de Estados Unidos. Este intercambio refleja un importante giro en las relaciones diplomáticas entre Estados Unidos y Venezuela, que habían estado marcadas por tensiones y la ruptura de relaciones diplomáticas hace más de cuatro años. La mesa de negociación, que había sido suspendida en 2021 debido a la extradición de Saab, se retomó recientemente bajo la mediación de Noruega, señalando un nuevo canal de comunicación directo entre Washington y Caracas. Los seis ciudadanos estadounidenses que habían sido detenidos injustamente en Venezuela regresaron a su país el miércoles pasado, aterrizando en Kelly Field, San Antonio, Texas; entre ellos se encontraban Eyvin Hernández, Savoi Wright, Jerrel Kenemore, Joseph Cristella, Jason Saad y Edgar José Marval Moreno. En una emotiva declaración, Savoi Wright expresó su alivio y gratitud por regresar a suelo estadounidense, describiendo la experiencia de volver a Texas y ver rostros familiares llenos de amor y calidez. Relató las difíciles condiciones de su detención en Venezuela, donde él y otros cuatro estuvieron confinados en una celda pequeña, enfrentando constantes preocupaciones por su seguridad. Eyvin Hernández compartió su difícil experiencia durante los 630 días de encarcelamiento en Venezuela, sufriendo maltrato psicológico y luchando diariamente. Hernández reflexionó sobre la importancia de valorar la libertad y su deseo de mantener relaciones pacíficas entre Estados Unidos y Venezuela, agradeciendo al presidente Biden por su papel en su liberación. Roger Carstens, enviado para Asuntos de Rehenes, acompañó a los estadounidenses en su vuelo de regreso y destacó el compromiso del gobierno de Estados Unidos en proteger a sus ciudadanos en el extranjero, especialmente a aquellos detenidos injustamente. Carstens afirmó que no quedan más estadounidenses detenidos en facultades penitenciarias de Venezuela, resaltando que durante la administración de Biden, se han logrado liberar a 45 detenidos y rehenes injustos.